# Radio Gong 97,1
Radio Gong 97,1 est une radio privée locale de Nuremberg.

## Histoire
Radio Gong obtient l'une des cinq fréquences accordées le 25 juillet 1986 parmi 36 candidatures. Radio Gong émet le 3 décembre.
En 1995, elle s'installe dans la Funkhaus Nürnberg en compagnie de Hit Radio N1, Radio Charivari 98,6 Nürnberg et Radio F ; Pirate Gong vient en 1999.

## Programme
La radio visait à ses débuts des auditeurs de 20 à 40 ans, un public qu'elle se disputait avec Hit Radio N1 qui prit la tête sur ce marché.
Radio Gong joue principalement de la musique rock des années 70 jusqu'à aujourd'hui. Elle vise ainsi des auditeurs de 30 à 50 ans.
La station est un partenaire du 1. FC Nuremberg.

### Source de la traduction
- (de) Cet article est partiellement ou en totalité issu de l’article de Wikipédia en allemand intitulé « Radio Gong 97,1 » (voir la liste des auteurs).